# 利辛县
利辛县在中國安徽省西北部，西淝河流贯，是亳州市下辖的一个县，1965年析阜阳、涡阳、蒙城、凤台四县部分地区合并而成。区域总面积为2,004.5平方公里。
地处黄淮平原南部，属于暖温带半湿润季风气候。县境自然坡降很小，西北略高，东南略低。

## 行政区划
利辛县下辖20个镇、3个乡：
城关镇、阚疃镇、张村镇、江集镇、旧城镇、西潘楼镇、孙集镇、汝集镇、巩店镇、王人镇、王市镇、永兴镇、马店孜镇、大李集镇、胡集镇、展沟镇、程家集镇、中疃镇、望疃镇、城北镇、纪王场乡、孙庙乡、新张集乡和利辛县工业园区。

## 人口民族
根据安徽省亳州市第七次全国人口普查公報显示：利辛县常住人口为1187254人，男性占比51.21%，女性占比48.79%，年龄结构中0-14岁占比26.85%，15-59岁占比55.52%，60岁以上占比17.63%，65岁以上占比14.54%。